# 飯村隆彦
飯村 隆彦（いいむら たかひこ、1937年2月20日 - 2022年7月31日）は、映画作家。実験映画の草分け的存在。飯村隆彦映像研究所ディレクター。

## 経歴・人物
東京都出身。慶應義塾高等学校時代に、高橋新吉や萩原恭次郎のダダイスム詩の影響を受け、自らも詩を執筆する。1959年慶應義塾大学法学部卒業後、日映新社にアルバイトで入り、PR映画の助監督を経験する。1962年に8ミリ映画の映画詩「くず」で注目を浴び、実験映画・個人映画作家となる。赤瀬川原平、荒川修作、篠原有司男、中西夏之といった美術家たちと交流を持つようになり、暗黒舞踏の土方巽らの協力を得て、8ミリ映画や16ミリ映画の前衛映画『あんま』（20分/1963年）『バラ色ダンス』（13分/1965年）を製作する。
1964年、石崎浩一郎、大林宣彦、高林陽一、金坂健二、佐藤重臣、ドナルド・リチー、足立正生らと実験映画製作上映グループ「フィルム・アンデパンダン」を結成。日本の個人映画史上最初の実験映画祭を行った。「ONAN」(音楽・刀根康尚）でブリュッセル国際実験映画祭特別賞。1965年、実験映画『AI（ラブ）』（音楽オノ・ヨーコ）がニューヨークの代表的実験映画家のジョナス・メカスはは「詩的で体の官能的な冒険」と評価される。1969年からビデオアートの制作を始め、1974年ニューヨーク近代美術館、1979年ホイットニー美術館で個展を開く。その後ニューヨークを拠点に活動。
1991年から2001年まで名古屋造形芸術大学造形芸術学部教授。2001年から東京工芸大学メディアアート表現学科教授。
2022年7月31日、誤嚥性肺炎にて死去。85歳没。

## エピソード
「フィルム・アンデパンダン」の同人・大林宣彦は「僕はCM業界にどっぷり入りましたけど、飯村君も薬のCMを少しだけやったんですが、『その薬飲んで元気になる訳ない。どうも僕はCMに合いそうにない』って1本でやめっちゃいましたね。飯村君は映画人と違って、シュールな現代アートから入ったきた人で、それまでの日本では美しいものを被写体に選んで撮るというのが大前提だったんですが、飯村君は汚いものを撮って、それに美を発見しようということを最初にやった人です。夢の島のゴミばかりを撮って、それに『クズ』という題名を付けて上映するとか、自分のせいえきを絵の具と混ぜ合わせて、その溶けていく様を撮るとか、それまで日本アートの世界では、醜とされていたものを素材として、美を撮るということをテーマにしていました」などと評している。代表作の『ONAN』はフィルム自体はちゃんと作ってるが、上映をまともにやらず、草月ホールで上映した際には、フィルムにパンチで穴を開け、観客にフィルムを通した光源を見せるという実験をやった。すると観客が「眼が痛い」と騒いで会場がカラになり、次に上映予定だったドナルド・リチーの作品にも観客が入らなくてリチーが飯村に抗議した。上映会終了後、お客とのティーチインがあり、お客の一人が文句を言ったら、飯村が「あなたたちは映画を見る権利があるけれども、見ない権利だってあるんだ。見ない権利を行使しないで、勝手に見ておいて文句を言うのは君が悪い」と反論した。飯村は腹を立て「自分が日本でこれ以上やるべきことはない。日本の観客はダメである。アメリカに行く」と宣言して、アメリカに旅立つ飯村君を大林と高林陽一とで羽田から見送った。全作品を東京ぼん太の唐草模様の風呂敷に包んでアメリカに持って行こうとしていたら、飯村の作品は裸とかヤバい画が多くて、税関で相当長い時間フィルムを切らされていた、などと話している。「飯村君がアメリカに行って、高林君が京都に帰り、僕がCMの道へ入り込み、草月ホールでのフェスティバルも安保騒動の頃、金坂健二のいわゆる造反事件があったりして、それも沙汰やみになり、60年代の表立った個人映画の活動は終わったんです」などと述べている。

## 受賞
- ブラッセル国際実験映画祭・特別賞（1964）
- エジソン国際映画祭・グランプリ（アメリカ、1986）
- ニューヨーク・フェスティバル・ファイナリスト（1994）
- ラフ・アンド・ルインド国際映画祭（カナダ、グランプリ、1997）
- ニューヨークＥＸＰＯ映画祭受賞（アメリカ、2001）
- エジソン国際映画祭受賞（アメリカ、2002）
- ニュー・アート・プログラム・ビエンナーレ受賞（アメリカ、2003）
- 第19回文化庁メディア芸術祭功労賞（日本、2015年度）[7][8]

## 著書
- 『芸術と非芸術の間』三一書房　1970
- 『ペーパー・フィルム』芳賀書店　1970
- 『Yoko Ono オノ・ヨーコ人と作品』文化出版局　1985　のち講談社文庫
- 『ヨーコ・オノ人と作品』水声社　2001
- 『パリ=東京映画日記』風の薔薇　1985
- 『映像実験のために テクスト・コンセプト・パフォーマンス』青土社　1986
- 『’80年代芸術・フィールド・ノート ニューヨークの映像、美術、パフォーマンス』朝日出版社　1988

### 翻訳
- オノ・ヨーコ『ただの私』編訳　講談社　1986　のち文庫
- トム・ダーディス『バスター・キートン』リブロポート　1987

## 参考資料
- デジタル版日本人名大事典: